# ヨーカイザー
ヨーカイザーは、1998年にバンダイから発売された電子ゲーム。

## 概要
妖怪の図解を完成させることが目的の携帯ゲームである。万歩計機能が付いており、歩数を稼ぐと妖怪が出現し、戦って勝利すれば仲間にすることが出来る。

## 商品
ヨーカイザー
最初に発売されたシリーズで、幽機道・怪機道の2つのバージョンが発売された。
後に幻機道・光機道というバージョンも次々に発売された。
電波ヨーカイザー
赤外線通信機能がついたシリーズで、激光波・雷光波・烈光波の3バージョンが発売された。
登場する妖怪が海外由来のものに変更された。

## 漫画
ぐるっと!ヨーカイザー
作画：松村努
月刊コロコロコミックで連載された。単行本は司書房より全1巻が発行された。

## 楽曲
ゆけゆけ!!ようかいキッズ
作詞・作曲・歌：さだまさし、編曲：吉田弥生。1999年2月24日、テイチクよりシングルCD発売。